# Gumballs fantastiska värld
Gumballs fantastiska värld (engelska: The Amazing World of Gumball) är en brittisk-amerikansk animerad TV-serie skapad av Ben Bocquelet. Serien hade premiär på Cartoon Network den 3 maj 2011.

## Rollfigurer

### Familjen Watterson
Familjen Watterson är en ovanlig familj. Pappan är en stor rosa kanin och hemmaman medan mamman arbetar på regnbågsfabriken. Gumball är en blå katt med jättehuvud, Anais är en fyra år gammal genialisk kanin och Darwin är en guldfisk som plötsligt fick ben och därför adopterades av familjen.
- Gumball Watterson (egentligen Gumball (tidigare Zach) Tristopher Watterson) - en blå katt. Han är obotligt optimistisk och är villig att pröva allt en gång. Men kan ibland vara väldigt självisk.
- Darwin Watterson (egentligen Darwin Raglan Caspian Ahab Poseidon Nicodemius Watterson III) - är adopterad och är en guldfisk med ben. Han brukade vara familjens husdjur men är nu Gumballs bästa vän.
- Anais Watterson - en rosa 4-årig kanin och Gumballs lillasyster. Hon är den smartaste i familjen och är uppnosig och sarkastisk.
- Nicole Watterson (ursprungligen Nicole Senicourt) - Gumballs och Anais mamma. Hon är chefen i huset och är både kärleksfull och sträng.
- Richard Watterson - Gumballs och Anais pappa och är en rosa överviktig kanin. Han älskar att äta, sova och spela tv-spel.

### Elever på Elmores skola
- Penny Fitzgerald - Gumballs flickvän och ser ut som en jordnöt med horn. Hon är även hejaklacksledare och en av de få som förstår Gumball.
- Jan Banan - klassens clown.
- Carrie - ett deppigt, slött spöke som Darwin är kär i
- Bobert - en robot som är smartast i klassen och har själv utnämnt sig till Fröken Primats gullegris, vilket gör att de flesta andra barnen tycker illa om honom.
- Tina Rex - skolans mobbare och är en Tyrannosaurus rex. Hon är aggressiv och gör livet till en plåga för de andra barnen - särskilt Gumball.
- Tobias - Flerfärgade Tobias tror att han är en riktig tungviktare, fast han egentligen är ganska liten och klen. Han är kär i Penny och det kan ibland skapa en spänd stämning.
- Masami - ett bortskämt moln och dotter till regnbågsfabrikens rike ägare. Hon är en "drama queen" och får ofta raseriutbrott.
- Teri - en hypokondrisk pappersbjörn, som man oftast hittar hos skolsköterskan.
- Carmen - en kaktus som är allvarlig och helt inriktad på sina studier; hon sätter stor press på sig själv och är en ytterst dålig förlorare. Hon är också Allans flickvän.
- Leslie - en känslig och försiktig blompojke, som spelar flöjt i skolorkestern. Han kommer jämt med goda råd när det gäller förhållanden.
- Allan - en ballong som är skolans hjärtekrossare, men har bara ögon för Carmen.  Han är väldigt snäll mot alla och blir nästan aldrig arg
- Juke - en radiobandspelare och är en utbytesstudent. Det är ingen som förstår vad han säger, eftersom han bara talar "beatbox". I ett avsnitt fick man dock se att han har en språkomväxlare bak i sitt huvud som han inte kan nå eftersom hans armar är för korta
- Anton - en smulig skiva rostat bröd
- Idaho - en potatis från landet. Han är en lantis med gammaldags syn på saker och är alltid rak på sak.
- Jamie - är Tinas kompis och är en riktig tuffing och gillar att retas.
- Clayton - en mytoman som kan byta form.
- Ocho - en liten tuff 8-bit spindel.
- Hector - en snäll, hårig jätte som kan förstöra staden om han blir arg eller väldigt glad. Man ser aldrig hans ansikte eftersom han inte får plats i bild.
- William - ett flygande öga som inte kan prata eftersom han inte har en mun

### Elmores skola personalen
- Rektor Nigel Brown - är skolrektor och är en hårig snigel. Han är en oduglig akademiker som är hopplöst förälskad i fröken Primat. I ett avsnitt avslöjades det att hans rektor-diplom är fejkat
- Fröken Primat - är skolfröken och är en apmänniska i klänning. Hon har levt sen stenåldern och kanske tidigare. Hon avskyr Gumball
- Rocky Robinson - är kock, vaktmästare och busschaufför på skolan och är en mupp.
- Herr Liten - skolkuratorn med förkärlek för new age och hippierörelsen.

### Andra rollfigurer
- Herr och fru Robinson - Gumballs buttra grannar och Rockys föräldrar.
- Laurence "Larry" Needlemeyer är en stenman som arbetar på nästan varje film/videospelsbutik, bensinstation, pizzeria och livsmedelsbutik i Elmore.

## Rollista
| Figur                        | Originalröst | Svensk originalröst                                    |
| ---------------------------- | --- | ------------------------------------------------------ |
| Gumball Watterson            | Logan Grove (säsong 1-2) Jacob Hopkins (säsong 3-5) Nicolas Cantu (säsong 5-)                                               | Erik Westerlind (Säsong 1&2) Nathan Clark (Säsong 3-6) |
| Darwin Watterson             | Kwesi Boakye (säsong 1-2) Terrell Ransom Jr (säsong 3-5) Donielle T. Hansley Jr (säsong 5-6) Christian J. Simon (säsong 6-) | Elias Vaarala (Säsong 1&2)                             |
| Anais Watterson              | Kyla Rae Kowalewski | Maja Blennermark                                       |
| Nicole Watterson             | Teresa Gallagher | Johanna Landt                                          |
| Richard Watterson            | Dan Russell | Jonas Slättung                                         |
| Penny Fitzgerald             | Teresa Gallagher | Lina Ljungqvist                                        |
| Jan Banan                    | Rupert Degas | Mathias Henning                                        |
| Carrie                       | Jessica McDonald | Maria Lyttkens                                         |
| Bobert                       | Kerry Shale | Mathias Henning                                        |
| Tina Rex                     | Dan Russell | Mathias Henning                                        |
| Tobias                       | Rupert Degas | Ashkan Ghods                                           |
| Masami                       | Jessica McDonald | Anna Carin Henriksson                                  |
| Teri                         | Teresa Gallagher | Louise Juliusson                                       |
| Carmen                       | Jessica McDonald | Louise Juliusson                                       |
| Leslie                       | Kerry Shale | Johan Bjerkander                                       |
| Allan                        | Rupert Degas | Johan Bjerkander                                       |
| Anton                        | Lewis MacLeod | Johan Bjerkander                                       |
| Idaho                        | Rupert Degas | Johan Carlberg                                         |
| Jamie                        | Jessica McDonald | Johan Bjerkander                                       |
| Clayton                      | Rupert Degas | Ashkan Ghods                                           |
| Ocho                         | Hugo Harrison | Johan Carlberg                                         |
| Hector                       | Kerry Shale | Jonas Göransson                                        |
| Rektor Nigel Brown           | Lewis MacLeod | Björn Åhlander                                         |
| Fröken Primat                | Sandra Searles Dickinson | Andreas Gustafsson                                     |
| Rocky Robinson               | Lewis MacLeod | Mathias Henning                                        |
| Herr Liten                   | Rupert Degas | Johan Carlberg                                         |
| Herr Robinson                | Rupert Degas | Victor Trägårdh                                        |
| Fru Robinson                 | Teresa Gallagher |                                                        |
| Laurence "Larry" Needlemeyer | Rupert Degas | Björn Åhlander                                         |

### Fotnoter
1. ↑  Kate Calder (8 april 2011). ”Ready to roll” (på engelska). Kidscreen. http://kidscreen.com/2011/04/08/ready-to-roll/. Läst 19 februari 2017.